# Martha Adema
Martha Adema   (Amsterdam, 16 d'agost de 1922 - 18 d'octubre de 2007), de casada Martini-Adema, fou una atleta neerlandesa, especialista en curses de velocitat, que va competir durant la dècada de 1940.
En el seu palmarès destaca una medalla d'or en el 4x100 metres al Campionat d'Europa d'atletisme de 1946. Formà equip amb Gerda van der Kade-Koudijs, Netty Witziers-Timmer i Fanny Blankers-Koen.